# Vincent Martin
Vincent Martin is een Belgisch gerechtspsychiater uit Sint-Niklaas en is onder meer bekend door controversiële technieken met behulp van hypnose en alcohol die hij gebruikte in het kader van gerechtelijke onderzoeken.  Martin werd ook gevraagd door de publieke omroep TV1 om deel te nemen als expert in het panel van het populair-wetenschappelijk televisieprogramma Hoe?Zo!.
In 2003 kwam hij in het nieuws omdat hij een man onder hypnose bracht die daarna zonder verdoving kon worden geopereerd. In september 1999 schakelde het gerecht van Brugge de psychiater in om een robotfoto te maken van een verkrachter. Op een van de slachtoffers van die verkrachter voerde Martin een zogeheten geleide dagdroom uit om zo gelaatstrekken van de verkrachter vast te leggen.
Het bekendst werd Vincent Martin wellicht om zijn bijdrage in het onderzoek naar de Bende van Nijvel. Hij bracht getuigen die dat zelf wilden onder hypnose om hen zo het verhaal te laten doen van de overval die ze zagen gebeuren. Martin was ook betrokken bij het onderzoek met de leugendetector waaraan enkele verdachten in het dossier Bende van Nijvel werden onderworpen. 

## Veroordeling
In oktober 2005 werd hij door de rechtbank van Dendermonde veroordeeld tot vier jaar cel met uitstel wegens verkrachting en aanranding van de eerbaarheid van zes patiënten.  Martin heeft zijn onschuld altijd staande gehouden en ging in beroep tegen de uitspraak in eerste aanleg.  Hij werd hiervoor verdedigd door advocaat Jef Vermassen. In 2006 werd zijn straf verzwaard tot 8 maanden effectief.
De vrouwen dienden in 2003 klacht in. De meesten zochten in de loop der jaren hulp bij Martin nadat ze het slachtoffer van verkrachting waren geweest. 
Volgens rechter Freddy Troch kon de rechtbank hem geen beroepsverbod opleggen.  Alleen de Orde van geneesheren heeft deze bevoegdheid. 
De Orde van geneesheren heeft hem met ingang van 5 december 2005 voor één jaar geschorst.
Nadat Martin in België in opspraak was geraakt, heeft hij zich in Nederland gevestigd.
Martin was onder andere lid van de EFTA (European Family Therapy Assciation).

## Oeuvre
- Forensische Hypnose, Garant, 2003
- Hypnose en Hypnotherapie, onbekend maakt onbemind, Patient Care Neuropsychiatrie ; juli 2004